# Macarani
Macarani är en kommun i Brasilien.   Den ligger i delstaten Bahia, i den östra delen av landet, 800 km öster om huvudstaden Brasília. Antalet invånare är 17 088.
Omgivningarna runt Macarani är huvudsakligen savann. Runt Macarani är det glesbefolkat, med 10 invånare per kvadratkilometer.